# Castel Bolognese
Castel Bolognese es un municipio situado en el territorio de la provincia de Rávena, en Emilia-Romaña (Italia).

## Demografía
| Gráfica de evolución demográfica de Castel Bolognese entre 1861 y 2001 |
|                                                                        |
| Fuente ISTAT - elaboración gráfica de Wikipedia                        |